# Doll Song
Doll Song (in coreano 인형가권?, inhyeong-gagwonLR, "Song of the Doll") è uno sunjong manhwa sudcoreano scritto e disegnato da Sun-Young Lee, pubblicato in patria dalla casa editrice Haksan dal 2010. In Italia il manhwa è stato pubblicato da Panini Comics nell'etichetta Planet Manga.

## Manhwa
| Nº | Data di prima pubblicazione | Data di prima pubblicazione | Data di prima pubblicazione | Data di prima pubblicazione |
| Nº | Coreano                     | Coreano                     | Italiano                    | Italiano                    |
| -- | --------------------------- | --------------------------- | --------------------------- | --------------------------- |
| 1  | 3 marzo 2010                | —                           | 19 novembre 2011            | ISBN 88-6589-421-0          |
| 2  | 29 ottobre 2010             | —                           | 21 gennaio 2012             | ISBN 88-6589-422-9          |
| 3  | 5 luglio 2011               | —                           | 25 agosto 2012              | ISBN 88-6589-604-3          |
| 4  | 18 aprile 2012              | —                           | 30 novembre 2012            | ISBN 88-6589-979-4          |
| 5  | 16 luglio 2012              | —                           | 19 ottobre 2013             | ISBN 88-9125-213-1          |